# ژنو (ایلینوی)
ژنو، ایلینوی (به انگلیسی: Geneva, Illinois) یک شهر در ایالات متحده آمریکا با جمعیت ۲۱٬۷۰۷ نفر است که در ایلی‌نوی واقع شده‌است.

## موقعیت جغرافیایی
موقعیت جغرافیایی شهرها و مناطق اطراف به شرح زیر است:

## نگارخانه

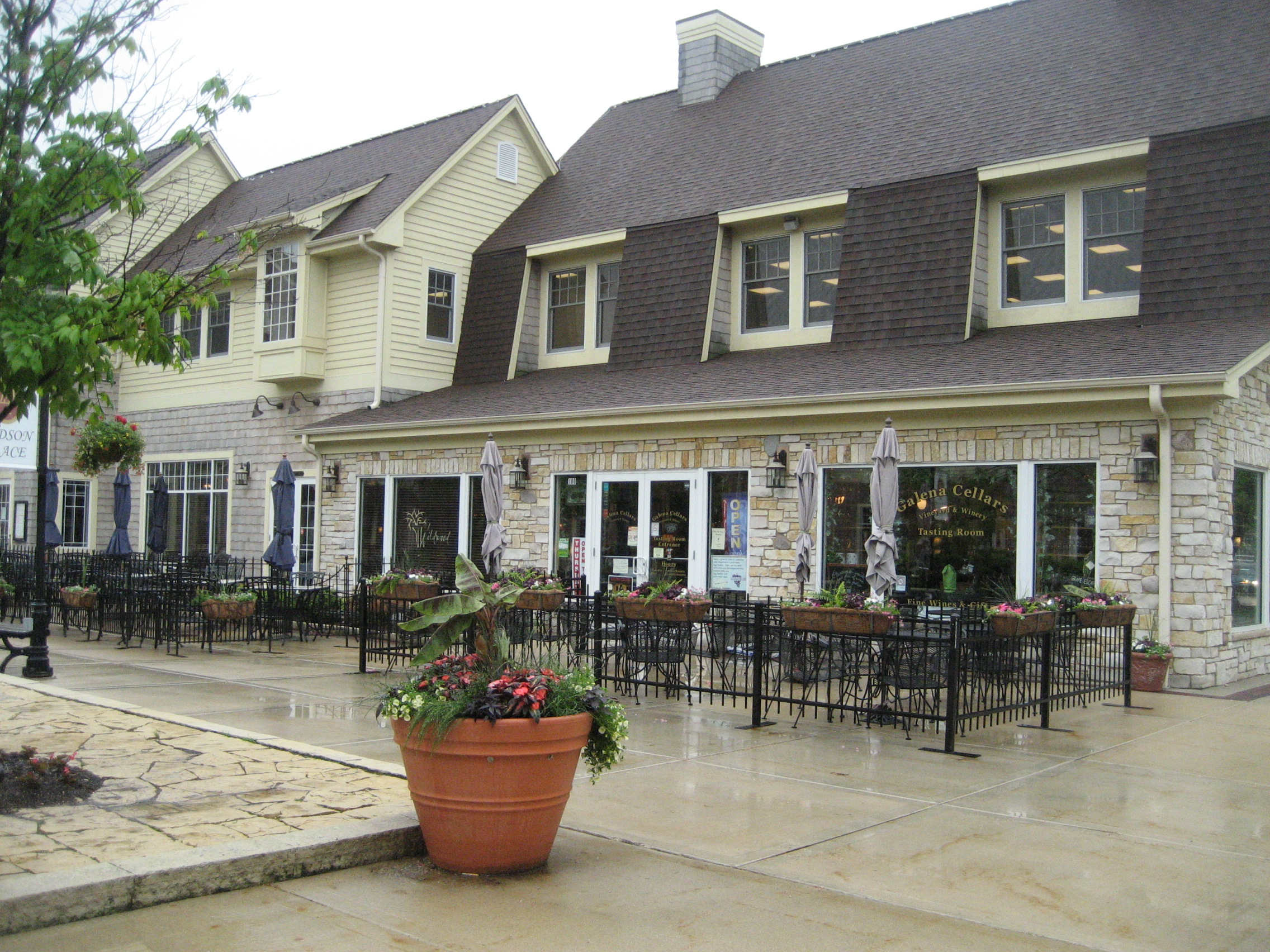
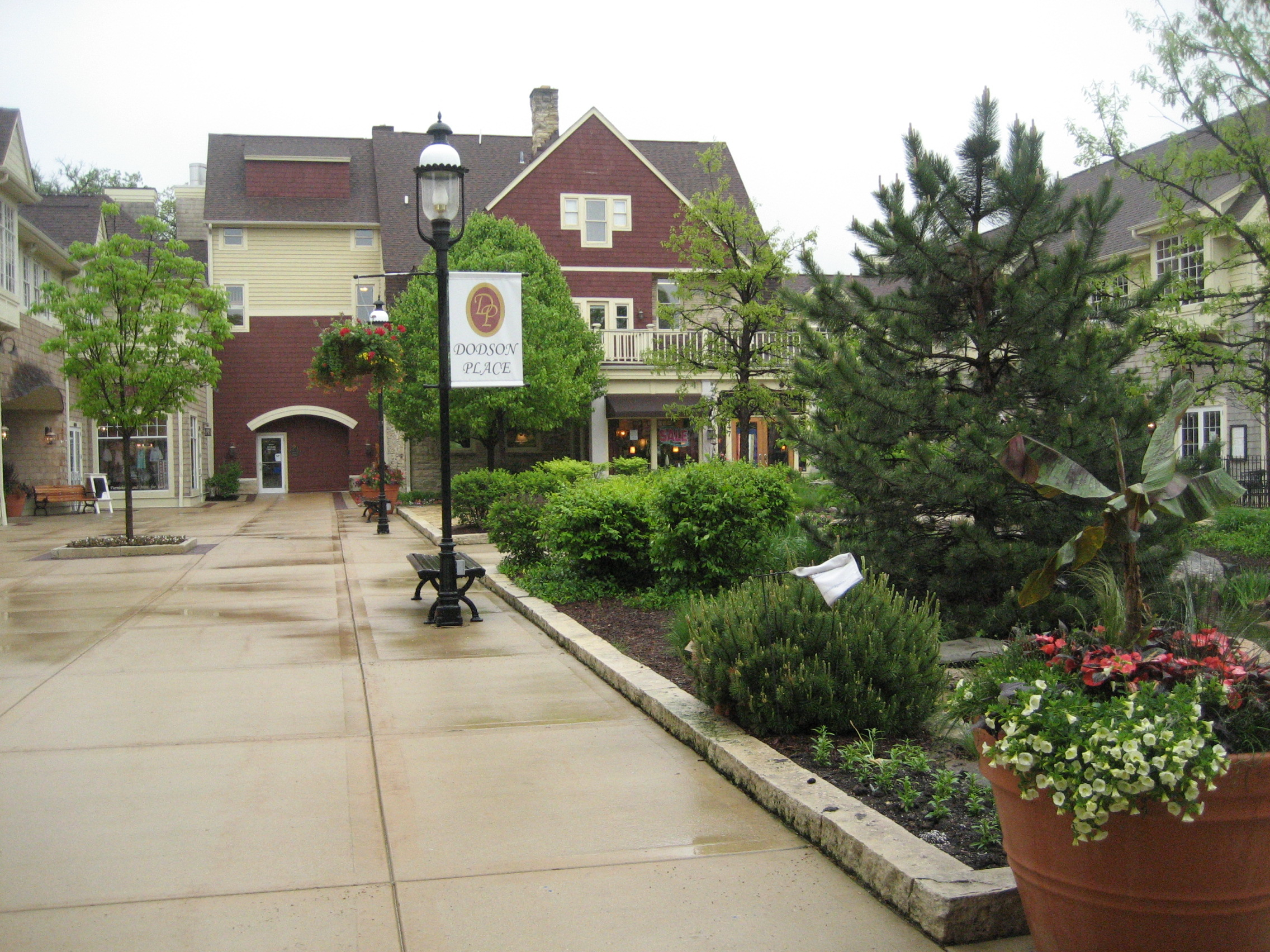
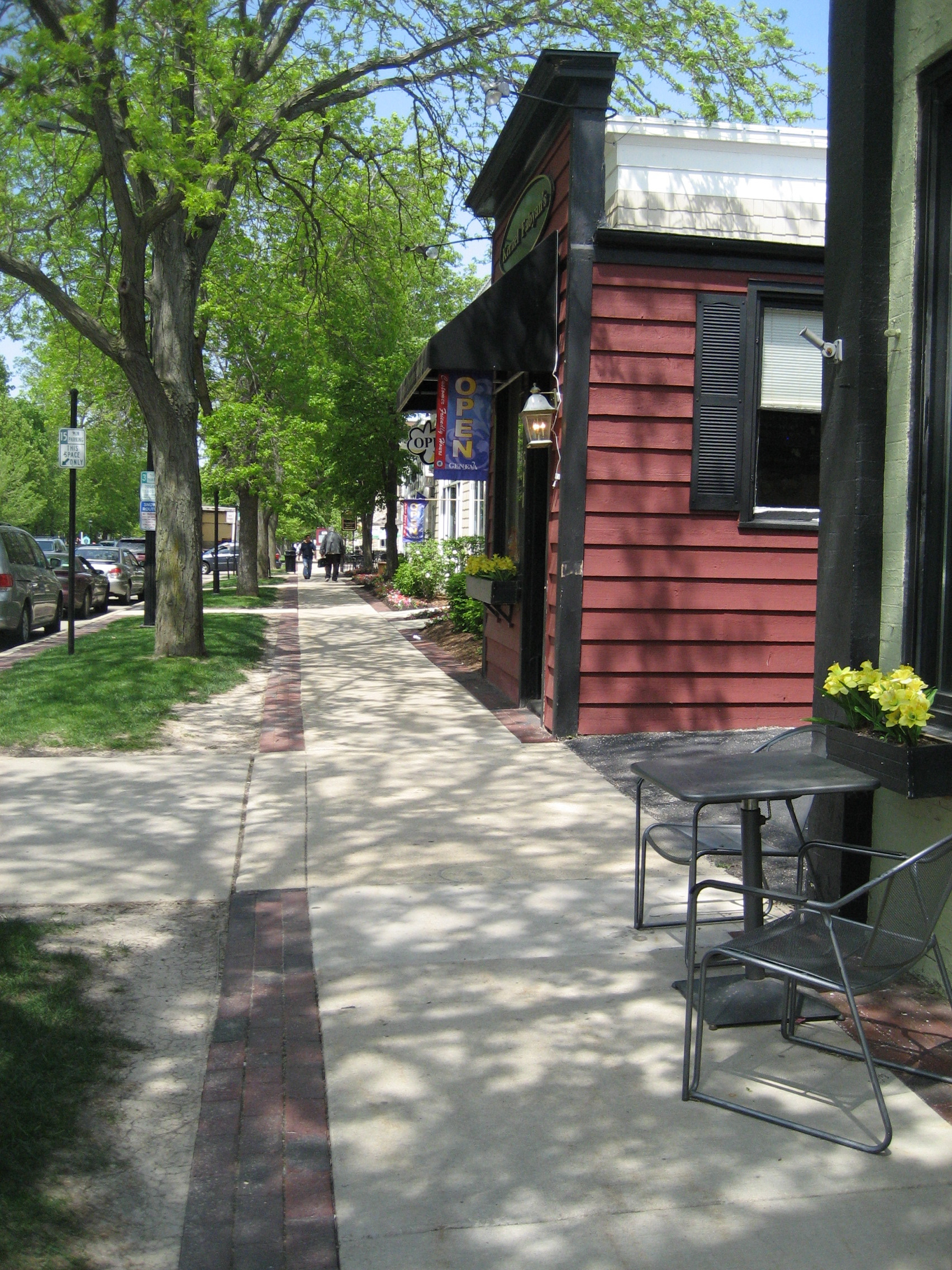